# Xマル・ドイッチラント
Xマル・ドイッチラント（イクスマル・ドイッチラント、Xmal Deutschland）は、しばしば「X-Mal Deutschland」とも表記される、1980年から1990年まで存在した西ドイツ・ハンブルク出身の音楽グループである。1980年に全員が女性メンバーというラインナップで結成され、母国ドイツばかりでなく国内外でチャートにおけるヒットメーカーとなった。バンドのリード・シンガーはボーカリストのAnja Huwe。Xマル・ドイッチラントの最終アルバムは1989年にリリースされた。

## 略歴
Xマル・ドイッチラントは1980年にドイツのハンブルクでAnja Huwe（ボーカル）、Manuela Rickers（ギター）、Fiona Sangster（キーボード）、Rita Simonsen（ベース）、Caro May（ドラム）によって結成された。最初のシングル「Schwarze Welt」は、1年後にAlfred HilsbergのZickZackレーベルからリリースされた。バンドはまた、レーベルのオムニバス・アルバム『Lieber Zuviel Als Zuwenig』（ZZ 45）にも収録された。この頃、Rita Simonsenが、Wolfgang Ellerbrockに交代した。
1982年に、バンドはゴシック・ロックのクラシックである「深淵 (Incubus Succubus)」をリリースした。ドラマーのCaro Mayがバンドを脱退し、新しいバンドを結成することになった。同年、空いたドラマーのポジションは、Manuela Zwingmannによって埋められた。ドイツのリスナーは初めの頃は受容的ではなかったが、コクトー・ツインズのためのイギリス・ツアーのオープニング・アクトが独立レーベルの4ADとの契約をもたらした。彼らのデビュー・アルバムである『フェティシュ』と、シングル「Qual」と「Incubus Succubus II」が1983年にリリースされ、ドイツ語で書かれた楽曲を演奏したにもかかわらず、3作品すべてが全英インディーチャートに載ることとなった。
Manuela Zwingmannが1年後にバンドを脱退し、Peter Bellendirが交代した。この時の、Huwe / Rickers / Sangster / Ellerbrock / Bellendirというラインナップが最も長く続いた。シングル「Reigen」とアルバム『突進』が1984年にリリースされ、続く1985年にワールド・ツアーが行われた。『突進』は全英アルバムチャートで86位に達した。
『Sequenz EP』は、実際のところ、1985年4月30日に録音され、1985年5月13日に放送された「ジョン・ピール・セッション」のリメイクだった。EPには、「Jahr Um Jahr II」、「Autumn」（「Qual」「Young Man」「TagfürTag」に登場した英語の短いフレーズを除けば、英詞が入ったバンド初の楽曲）と「Polarlicht」が収録され、「ジョン・ピール・セッション」で演奏された「Der Wind」は省略された。
ストラングラーズのヒュー・コーンウェルがプロデュースしたシングル「Matador」は、1986年にリリースされた。Xマル・ドイッチラントは、ロンドンのウェンブリー・アリーナにおけるコンサートでストラングラーズのオープニング・アクトも担当し、ストラングラーズのイギリス・ツアー全公演をサポートした。彼らの次作となったアルバム『Viva』はハンブルクでレコーディングされて、1987年にリリース、その後にシングル「Sickle Moon」が続いた。『Viva』には、エミリー・ディキンソンの詩を含む、多数の英語による歌詞が収録されている。この時期に、バンドはファンジン『House of Dolls』のためにJamie Meakesからインタビューを受けている。
『Viva』リリース後、Manuela Rickers、Fiona Sangster、Peter Bellendirがグループを脱退した。Anja HuweとWolfgang Ellerbrockは、ギターのFrank Z（Abwärts）と一緒にバンドを続けた。音楽プロデューサーのHenry Starosteがキーボードを演奏、スタジオ・ドラマーのCurt Cressが加わることでラインナップがまとまり、1989年のアルバム『Devils』と、シングル「Dreamhouse」「I'll Be Near You」をレコーディングした。これはXマル・ドイッチラントの最後のリリースでもあり、メインストリーム・ポップへの方向転換を示している。
グループは1990年に数回のライブに出演してから、同じ年の後半、最終的に解散した。

## ディスコグラフィ

### アルバム
- 『フェティシュ』 - Fetisch (1983年)
- 『突進』 - Tocsin (1984年)
- Viva (1987年)
- Devils (1989年)

### シングル、EP
- "Schwarze Welt" (1981年、ZickZack)
- 「深淵」 - "Incubus Succubus" (1982年、ZickZack)
- "Qual" (1983年、4AD)
- "Incubus Succubus II" (1983年、4AD)
- Sequenz (1985年、Red Rhino)
- The Peel Sessions (1986年、Strange Fruit) ※1985年4月30日録音
- "Matador" (1986年、Xile)
- "Sickle Moon" (1987年、Xile)
- "Dreamhouse" (1989年、Metronome)
- "I'll Be Near You" (1989年、Metronome)